# Soulaucourt-sur-Mouzon
Soulaucourt-sur-Mouzon is een gemeente in het Franse departement Haute-Marne (regio Grand Est) en telt 102 inwoners (2009). De plaats maakt deel uit van het arrondissement Chaumont.

## Geografie
De oppervlakte van Soulaucourt-sur-Mouzon bedraagt 9,4 km², de bevolkingsdichtheid is dus 10,9 inwoners per km².
De onderstaande kaart toont de ligging van Soulaucourt-sur-Mouzon met de belangrijkste infrastructuur en aangrenzende gemeenten.

## Demografie
Onderstaande figuur toont het verloop van het inwonertal (bron: INSEE-tellingen).